# La Palma (Tabasco)
La Palma es una localidad del municipio de Centro ubicado en la subregión centro del estado mexicano de Tabasco.

## Geografía
La localidad de La Palma se sitúa en las coordenadas geográficas 17°58′51″N 92°48′32″O / 17.980833, -92.808889, a una elevación de 22 metros sobre el nivel del mar.

## Demografía
Según el Conteo de Población y Vivienda 2020, efectuado por el Instituto Nacional de Estadística y Geografía, la localidad de La Palma tiene 1,571 habitantes, de los cuales 765 son del sexo masculino y 806 del sexo femenino. Su tasa de fecundidad es de 1.92 hijos por mujer y tiene 451 viviendas particulares habitadas.
| Gráfica de evolución demográfica de La Palma entre 1980 y 2020 |
|                                                                |
| INEGI.                                                         |